# Aprifrontalia afflata
Aprifrontalia afflata là một loài nhện trong họ Linyphiidae.
Loài này thuộc chi Aprifrontalia. Aprifrontalia afflata được Ma & Zhu miêu tả năm 1991.